# 아프리카삼지창박쥐
아프리카삼지창박쥐(Triaenops afer)는 잎코박쥐과에 속하는 박쥐의 일종이다. 아프리카에서 발견된다. 이전에는 페르시아삼지창박쥐의 아종으로 간주했다.